# Escuela de París (filosofía)
La escuela de París es un grupo de filósofos del siglo XIV que tomaron el relevo de los de la escuela de Oxford. Se caracterizó por sostener el nominalismo y mostrar un gran interés por cuestiones de lógica, en algunos casos, y por la filosofía de la naturaleza, o simplemente la física, muchos de ellos.
En general, algunas de sus afirmaciones se consideran precedentes de la ciencia moderna, pues aunque se encontraban aún sumergidos en la perspectiva filosófica de la física aristotélica, estos autores pusieron en duda algunos de sus puntos más débiles y contribuyeron a su posterior destrucción. Sus principales representantes son Juan Buridán, Alberto de Sajonia, Nicolás de Oresme, Enrique de Hesse y Marsilio de Inghen.
- Datos: Q5839259